# Verricourt
 Verricourt  es una población y comuna francesa, en la región de Champaña-Ardenas, departamento de Aube, en el distrito de Troyes y cantón de Ramerupt.

## Demografía
| 65 | 58 | 50 | 30 | 38 | 44 |
| Para los censos de 1962 a 1999 la población legal corresponde a la población sin duplicidades (Fuente: INSEE [Consultar]) |    |    |    |    |    |